# Liste der DFG-Förderungen der Universität Stuttgart
Diese Unterseite enthält eine Auflistung der an der Universität Stuttgart aktiven Forscher- und Forschungsförderungen durch die Deutsche Forschungsgemeinschaft (DFG) mit Stand September 2020. Die DFG ist eine Selbstverwaltungseinrichtung zur Förderung der Wissenschaft und Forschung in der Bundesrepublik Deutschland mit einem Förderetat im Jahr 2019 von gut 3,3 Milliarden Euro.

## Exzellenzinitiative
Im Rahmen der Exzellenzstrategie des Bundes und der Länder werden an der Universität Stuttgart seit 2019 zwei Exzellenzcluster gefördert:
- EXC 2075 Daten-integrierte Simulationswissenschaft (SimTech) zielt in der Fortsetzung des Exzellenzclusters Simulation Technology der Exzellenzinitiative angesichts der vielen Daten, die heute aus verschiedenen Quellen zur Verfügung stehen, auf eine neue Klasse von Modellierungs- und Berechnungsmethoden. Diese sollen die die Anwendbarkeit und Genauigkeit von Simulationen sowie die Verlässlichkeit der darauf basierenden Entscheidungen auf eine neue Stufe heben.
- EXC 2120 Integratives computerbasiertes Planen und Bauen für die Architektur (IntCDC) setzt auf das volle Potential digitaler Technologien, um das Planen und Bauen neu zu denken und durch einen systematischen, ganzheitlichen und integrativen computerbasierten Ansatz wegweisende Innovationen für das Bauschaffen zu ermöglichen.

## Graduiertenkollegs und -schulen
DFG-Graduiertenkollegs an der Uni Stuttgart
- GRK 2160 Technologien für Tropfeninteraktionen (DROPIT)
- GRK 2198/1 Soft Tissue Robotics - Simulationsmethoden zur Entwicklung von Steuerungs- und Automatisierungsstrategien von Robotern für die Interaktion mit weichen Materialien
- GRK 2543 Intraoperative multisensorische Gewebedifferenzierung in der Onkologie

DFG-Graduiertenschulen an der Universität Stuttgart
- Graduiertenschule Simulation Technology (SimTech) (als Teil des Exzellenzclusters SimTech)[6]

## Sonderforschungsbereiche, Schwerpunktprogramme und Transregios
DFG-Sonderforschungsbereiche
- SFB 1173: Wellenphänomene: Analysis und Numerik (KIT, Stuttgart/Tübingen)
- SFB 1244: Adaptive Hüllen und Strukturen für die gebaute Umwelt von morgen (Stuttgart, Fraunhofer-Institut für Bauphysik)
- SFB 1253: CAMPOS – Stoffumsatz in Einzugsgebieten: Metabolisierung von Schadstoffen aus der Landschaftsskala (Tübingen, Universität Hohenheim/Helmholtz Zentrum München/TU München/Stuttgart/UFZ)
- SFB 1313: Grenzflächengetriebene Mehrfeldprozesse in porösen Medien – Strömung, Transport und Deformation (Stuttgart)
- SFB 1333: Molekulare heterogene Katalyse in definierten, dirigierenden Geometrien (Stuttgart)

DFG-Schwerpunktprogramme
- SPP 1897 Calm, Smooth and Smart - Novel Approaches for Influencing Vibrations by Means of Deliberately Introduced Dissipation
- SPP 1929 Giant Interactions in Rydberg Systems (GiRyd)
- SPP 2179 Neuartige Produktionsverfahren durch skalenübergreifende Analyse, Modellierung und Gestaltung von Zell-Zell- und Zell-Bioreaktor-Interaktionen (InterZell)
- SPP 2253 Nano Security: Von Nanoelektronik zu Sicheren Systemen
- SPP neu (ab 2021) Robuste Kopplung kontinuumsbiomechanischer in silico Modelle für aktive biologische Systeme als Vorstufe klinischer Applikationen

Transregio-Programme der DFG
- TR 75: Tropfendynamische Prozesse unter extremen Umgebungsbedingungen, (Stuttgart, TU Darmstadt/DLR Lampoldshausen)
- TR 161: Quantitative Methoden für Visual Computing (Stuttgart, Konstanz)
- TR 195: Symbolische Werkzeuge in der Mathematik und ihre Anwendung (TU Kaiserslautern, Stuttgart)
- TR 235: Lebensentstehung: Erkundung von Mechanismen mit interdisziplinären Experimenten (LMU München, Stuttgart)

## DFG-geförderte Forschungsgruppen
Quelle:
- FOR 1807: Advanced Computational Methods for Strongly Correlated Quantum Systems
- FOR 2036: Neue Einblicke in die Interaktionen der Bcl-2-Familie: Von der Biophysik zur Funktion
- FOR 2083: Integrierte Planung im öffentlichen Verkehr
- FOR 2247: From few to many-body physics with dipolar quantum gases
- FOR 2397: Multiskalen-Analyse komplexer Dreiphasensysteme
- FOR 2416: Space-Time Dynamics of Extreme Floods (SPATE)
- FOR 2895: Erforschung instationärer Phänomene und Wechselwirkungen beim High-Speed Stall (Sprecher)

## Nationale Forschungsdateninfrastruktur
Im Rahmen der DFG-Förderung zur Nationale Forschungsdateninfrastruktur werden folgende Projekte gefördert, an denen die Universität Stuttgart beteiligt ist. Diese sollen Forschungsdatenmanagement in den jeweiligen Fachdisziplinen erforschen, etablieren und standardisieren.
- NFDI4ING: Ingenieurwissenschaften
- NFDI4Cat: Katalyse
- MatWerk: Materialwissenschaften
- MaRDI: Mathematik

## Nachweise
1. ↑  Michael Hönscheid: Der Jahresbericht 2019. In: dfg.de. 1. Juli 2020, abgerufen am 29. September 2020.
2. ↑  Exzellenzstrategie für Spitzenforschung an der Uni Stuttgart. Abgerufen am 29. September 2020.
3. ↑  DFG-Liste der laufenden Exzellenzcluster. Abgerufen am 29. September 2020.
4. 1 2 3 4 5  Sonderforschungsbereiche und Graduiertenkollegs an der Uni Stuttgart. Abgerufen am 29. September 2020.
5. ↑  DFG-Liste der laufenden Graduiertenkollegs. Abgerufen am 29. September 2020.
6. ↑  Graduate Academy ExC SimTech. Abgerufen am 29. September 2020 (englisch).
7. 1 2  Liste der laufenden Sonderforschungsbereiche. Abgerufen am 29. September 2020.
8. ↑  Liste der laufenden Schwerpunktprogramme. Abgerufen am 29. September 2020.